# Theodoor Rombouts

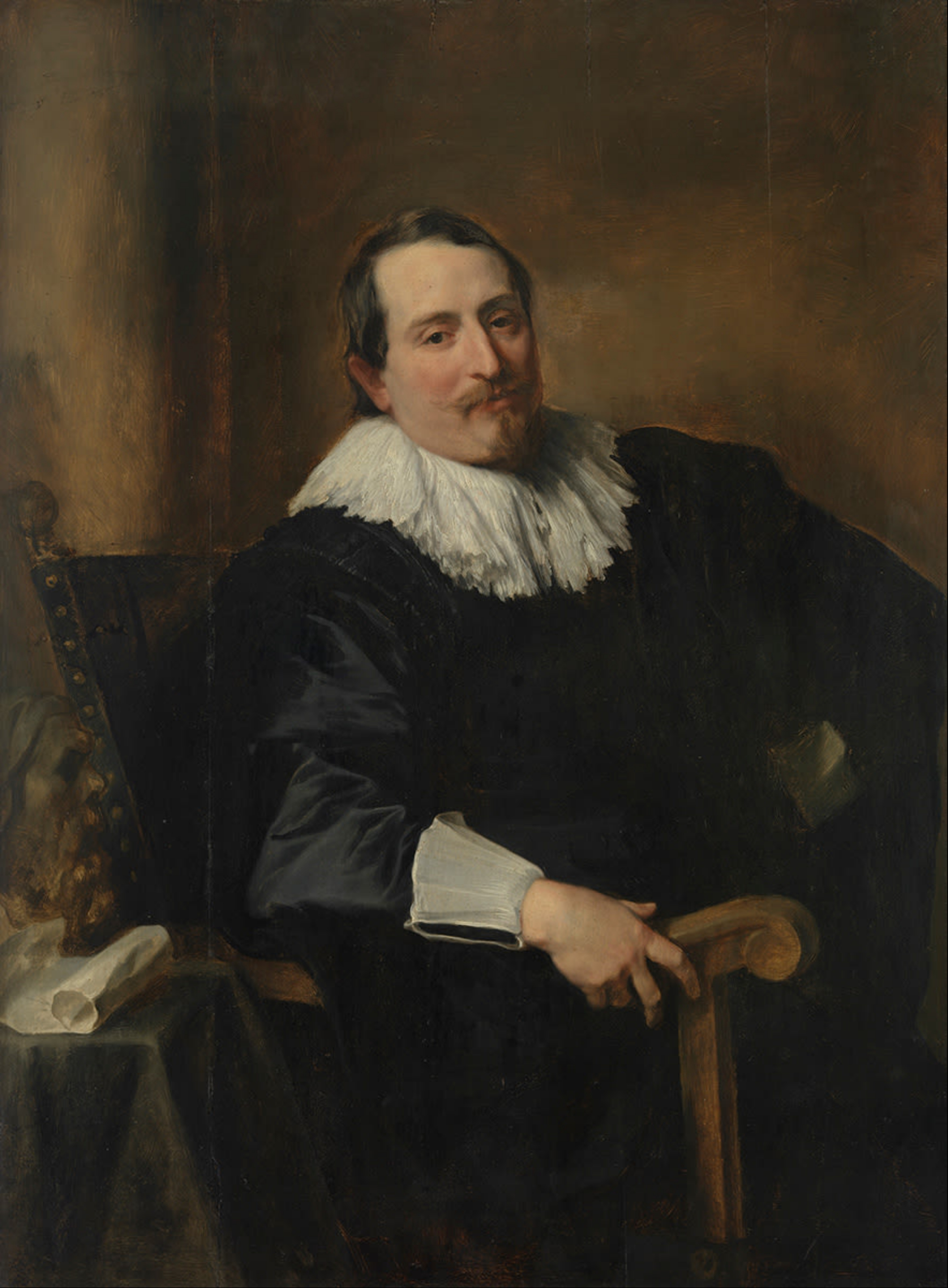
Anton van Dyck, retrato de Theodoor Rombouts, hacia 1632. Múnich, Alte Pinakothek.

Theodoor Rombouts (Amberes, 2 de julio de 1597-14 de septiembre de 1637) fue un pintor barroco flamenco especializado en los temas de género cuyos protagonistas más frecuentes son músicos y jugadores de cartas a la manera de los pintores caravaggistas nórdicos establecidos en Roma, de los que Rombouts será uno de los más caracterizados representantes.

## Biografía
Nacido en Amberes, Rombouts fue alumno de Abraham Janssens, quien pudo inclinarle hacia el caravaggismo. Viajó a Italia en 1616, pasando quizá por Florencia antes de llegar a Roma. Aquí se le documenta desde 1620 en la parroquia de Sant’Andrea delle Fratte junto a otros pintores flamencos, influidos como él por las derivaciones caravaggistas de Bartolomeo Manfredi, quien rehuía los temas sublimes para retratar escenas de la vida cotidiana. A este momento deben pertenecer obras al aparecer situadas en casas de placer, como El concierto de la Galería Nacional de Arte Antiguo de Roma (1622), en las que subyace cierta sensualidad y los objetos (partituras, instrumentos musicales) son tratados con la precisión propia de un bodegonista.

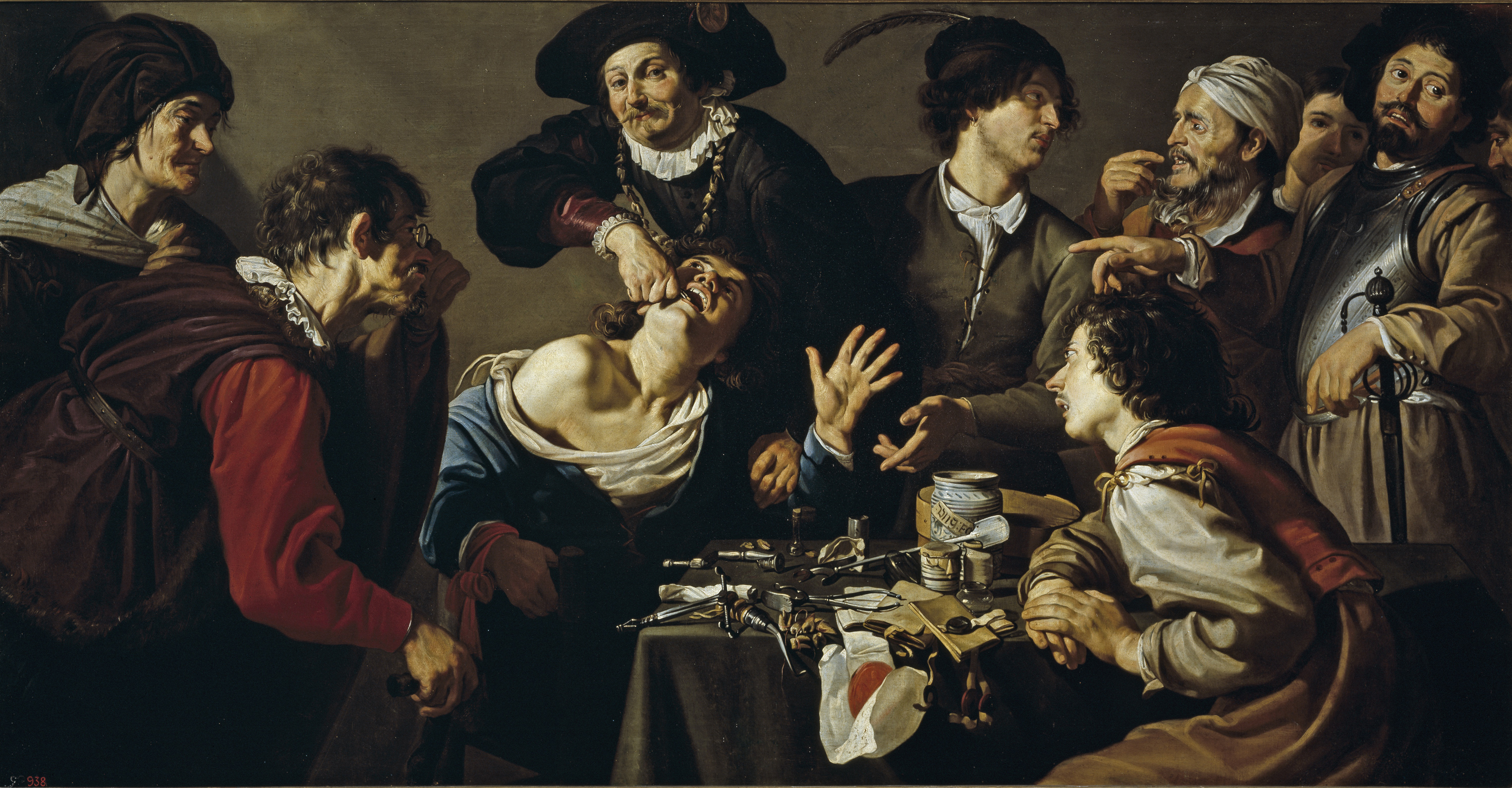
El charlatán sacamuelas, óleo sobre lienzo, 118 x 223 cm, Madrid, Museo del Prado.

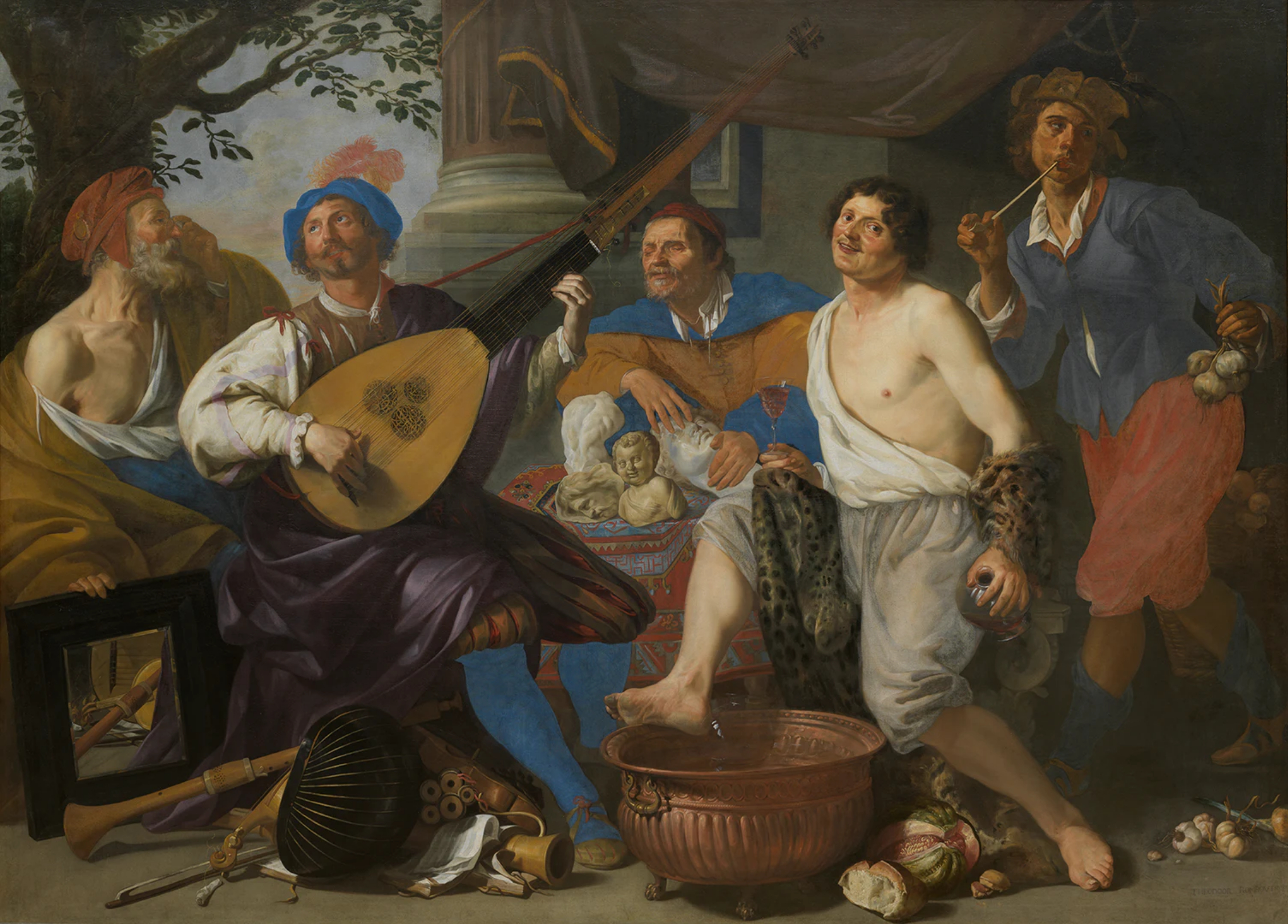
Los cinco sentidos, óleo sobre lienzo, 207 x 288 cm, Gante, Museum voor Schone Kunsten.

De retorno a Amberes, en 1625, encontró el ambiente dominado por la omnipresente pintura de Rubens, bajo cuya influencia fue aclarando su paleta sin abandonar los temas que había venido cultivando en Italia, alternándolos, ahora con mayor frecuencia, con los asuntos religiosos destinados a los altares de las iglesias, como pueden ser Cristo expulsando a los mercaderes del templo y La Sagrada Familia, en la que contó con la colaboración de Jan Wildens para la ejecución del paisaje, conservadas las dos actualmente en el Museo Real de Bellas Artes de Amberes.  
La mayor parte de sus escasas obras conservadas corresponden precisamente a esta etapa final, en la que se le reconoce como un respetado miembro de la guilda o gremio de San Lucas de su ciudad natal, del que fue decano entre 1628 y 1630. En las obras ejecutadas durante este periodo se advierte una evolución en su pintura, que va desde la mayor proximidad al caravaggismo, representada en telas como El charlatán sacamuelas del Museo del Prado, obra de la que se conocen varias copias, una de ellas también autógrafa en Praga y Los jugadores de cartas que, procedente también de la colección real española, se conserva como la anterior en propiedad del Museo del Prado (en depósito en el Museo de Bellas Artes de La Coruña), hasta la Alegoría de los cinco sentidos del Museum voor Schone Kunsten de Gante, 1632, en la que se ha producido ya la supresión de los fondos neutros para ganar en alegría de color bajo el directo influjo de Rubens, con quien colaboró en 1635 en las decoraciones efímeras para la entrada del cardenal-infante Fernando de Austria en Amberes.